# Vignola
Vignola – miejscowość i gmina we Włoszech, w regionie Emilia-Romania, w prowincji Modena, położona nad rzeką Panaro.
Według danych na rok 2004 gminę zamieszkiwały 20 983 osoby, 953,8 os./km².

## Miasta partnerskie
- Angol
- Barbezieux-Saint-Hilaire
- Witzenhausen